# Alfa Romeo 1900
Alfa Romeo 1900 - спортивний седан, розроблений Орацио Пуліджой для компанії Alfa Romeo в 1950 році. Це був перший автомобіль Alfa Romeo, поставлений на конвеєрне виробництво. Це був також перший автомобіль Alfa Romeo на роздільному шасі і перша Альфа для лівостороннього руху. Автомобіль був представлений вперше в 1950 році на Паризькому Автосалоні.

## Berlina/Sprint

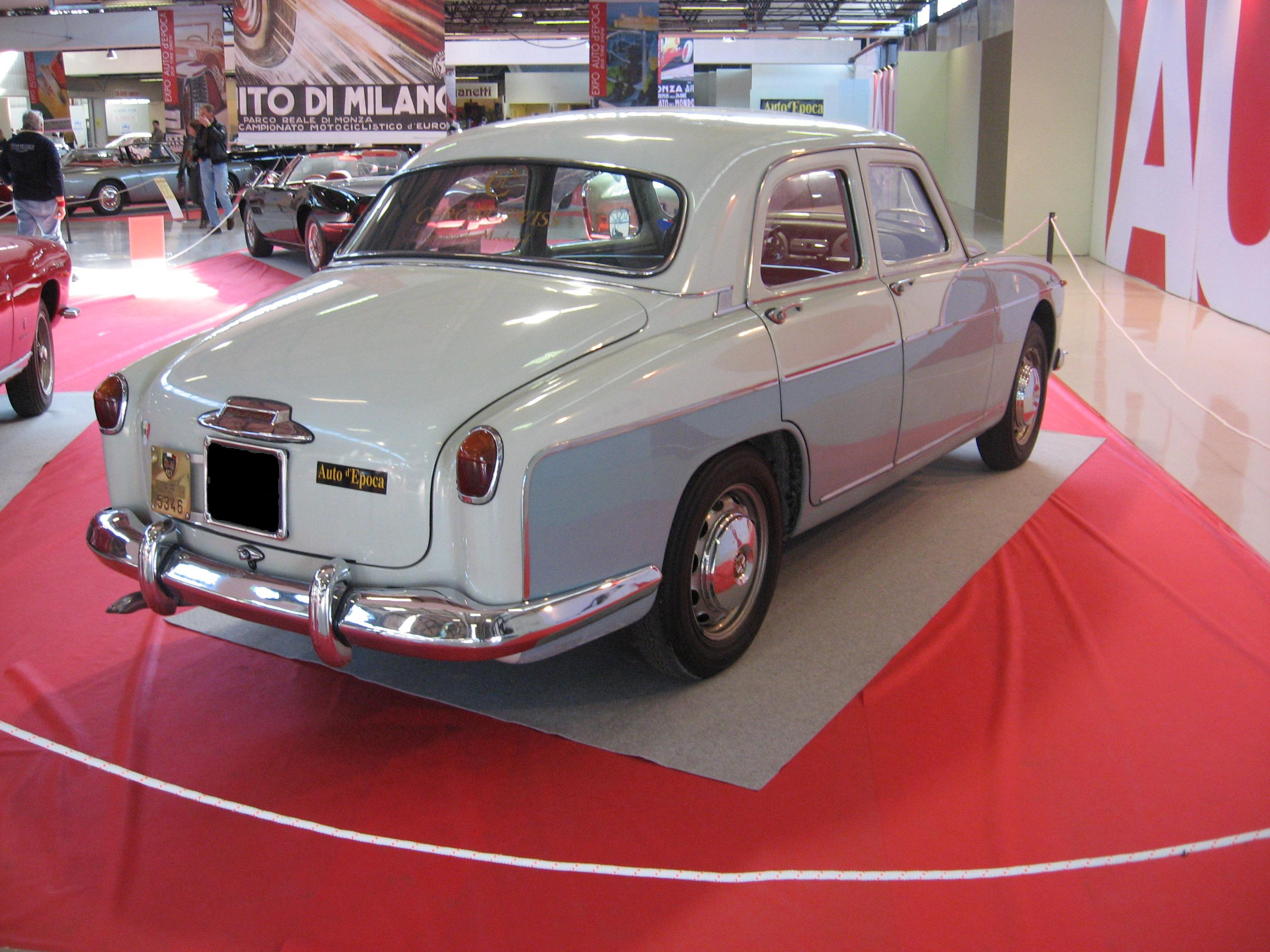

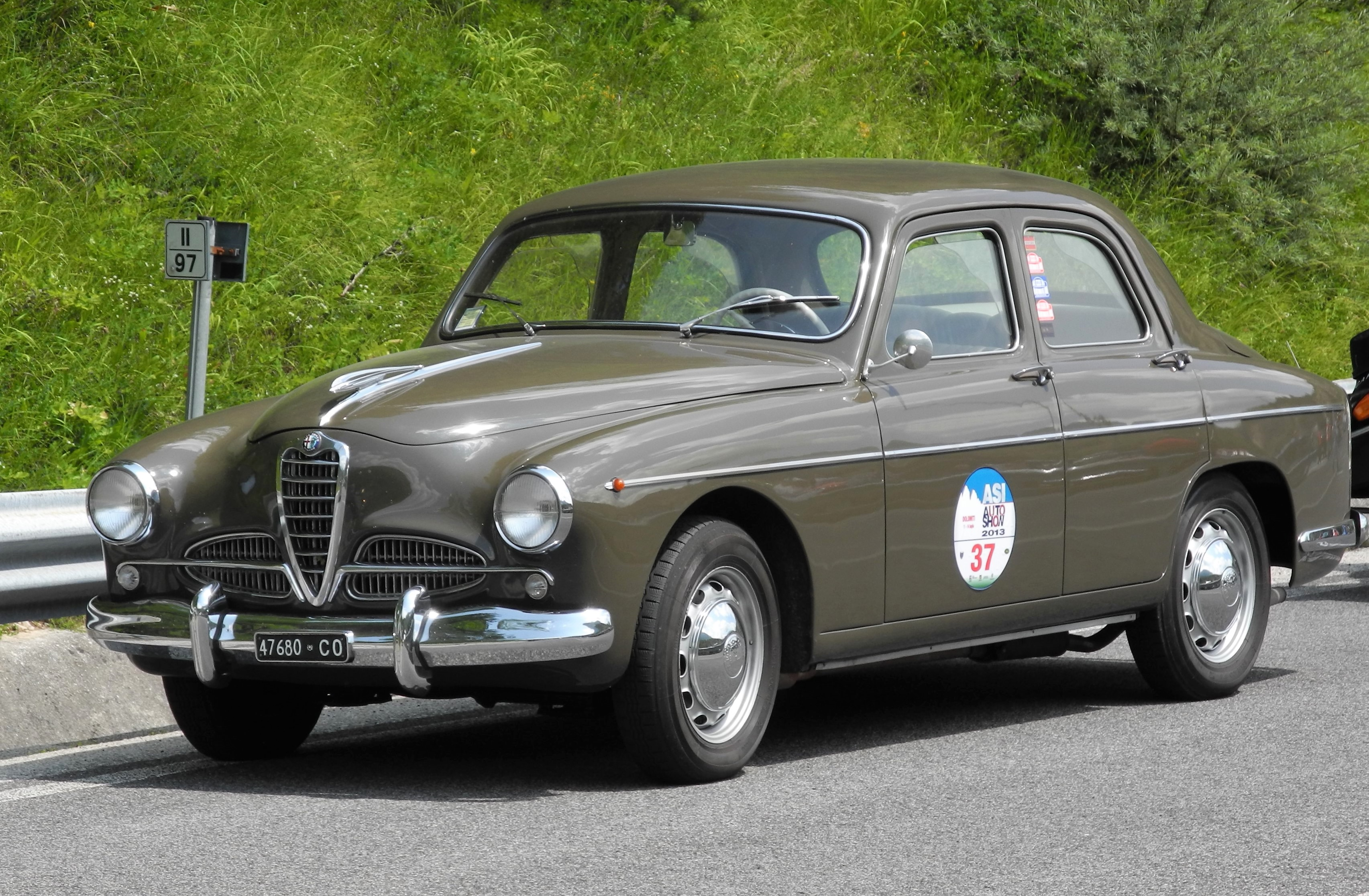
Alfa Romeo 1900 Super (1956)

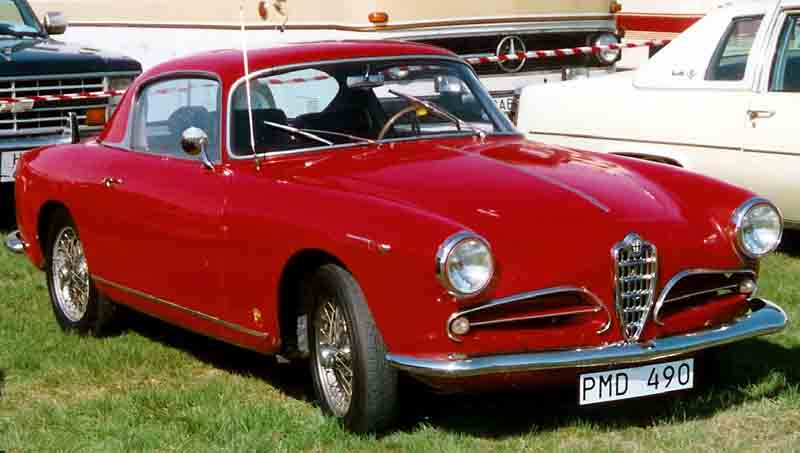
Alfa Romeo 1900C SUPER 1956

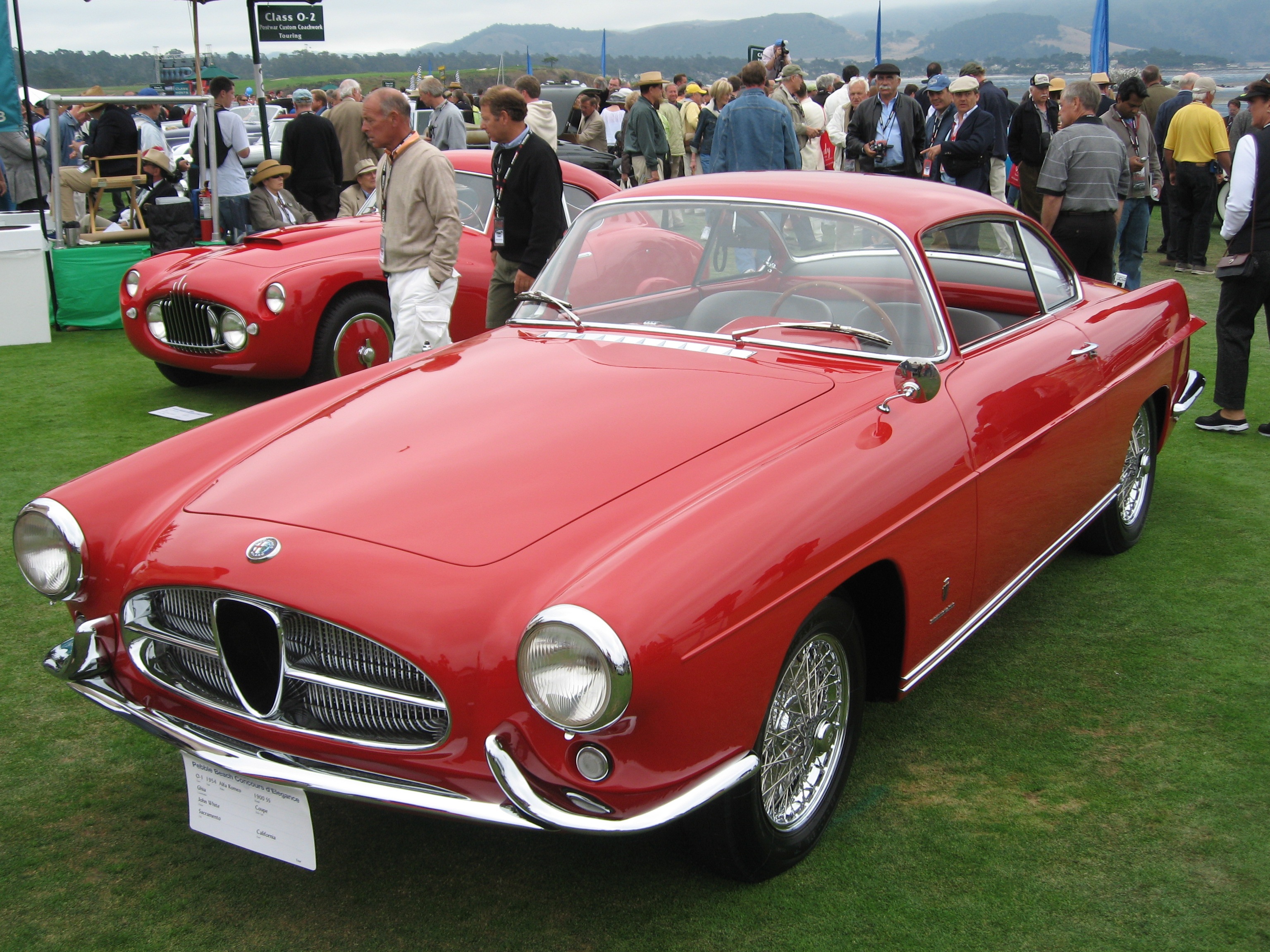
Alfa Romeo 1900 SS Ghia

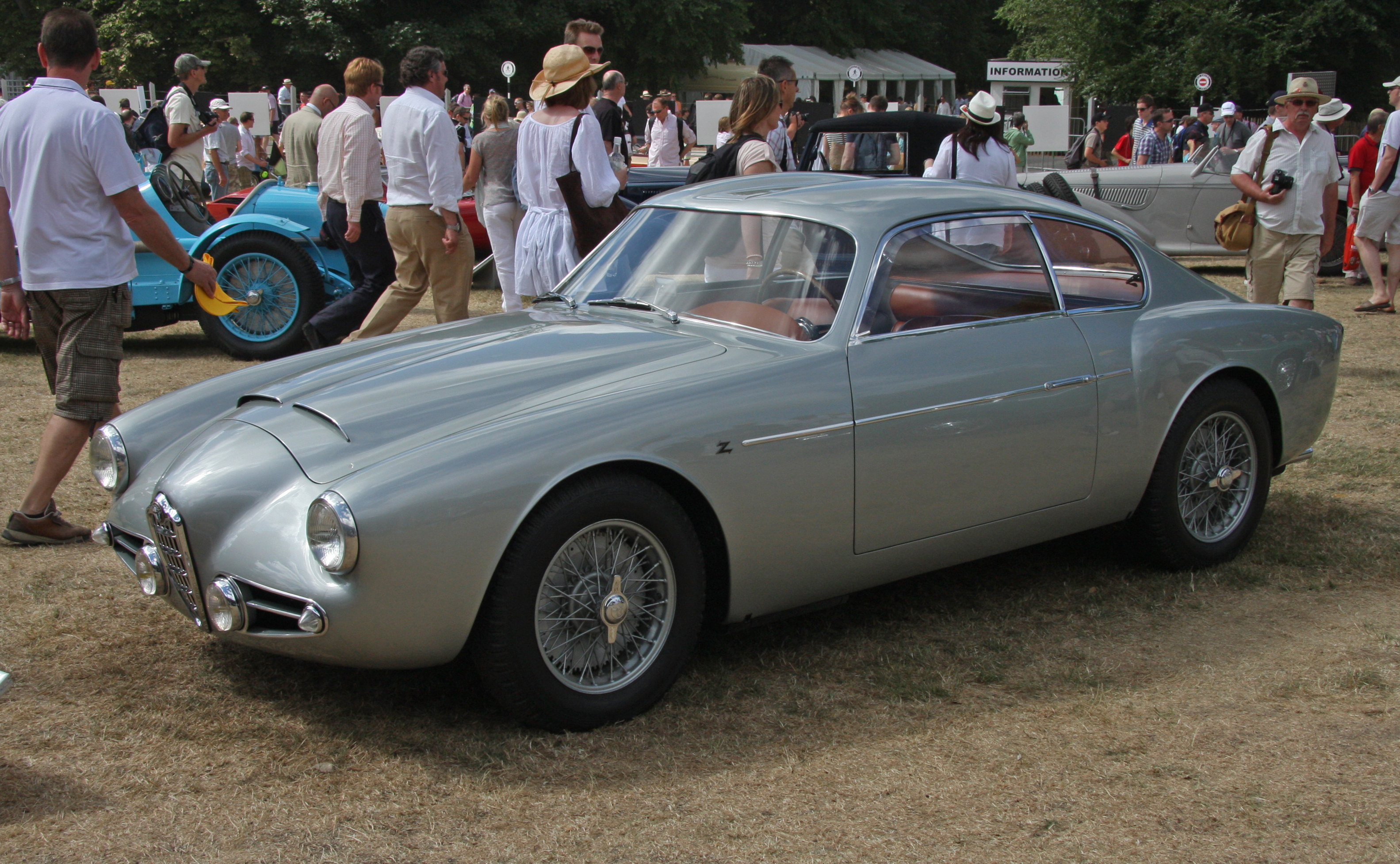
Alfa Romeo 1900 SS Zagato 1956

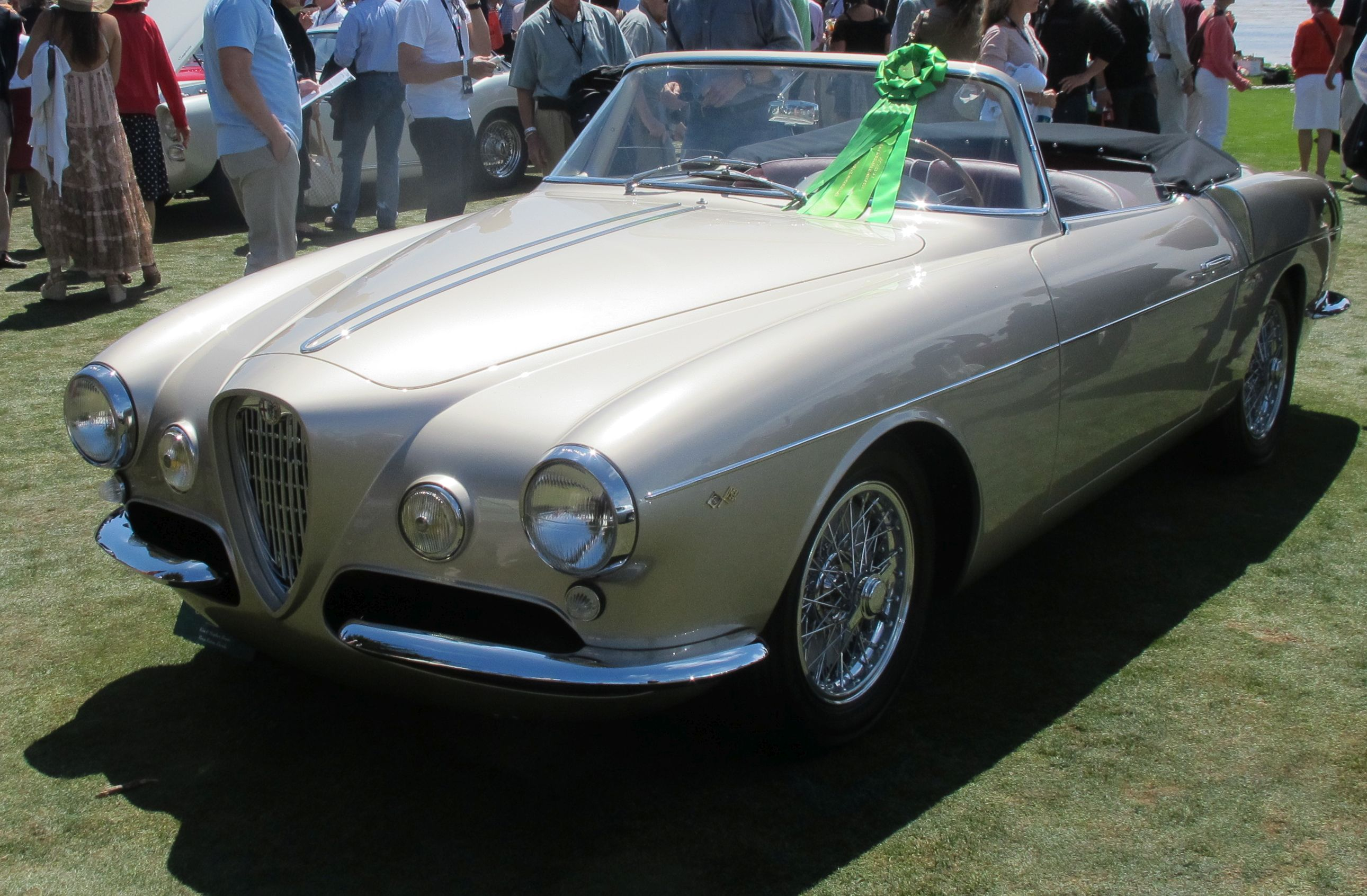
Alfa Romeo 1900 CSS

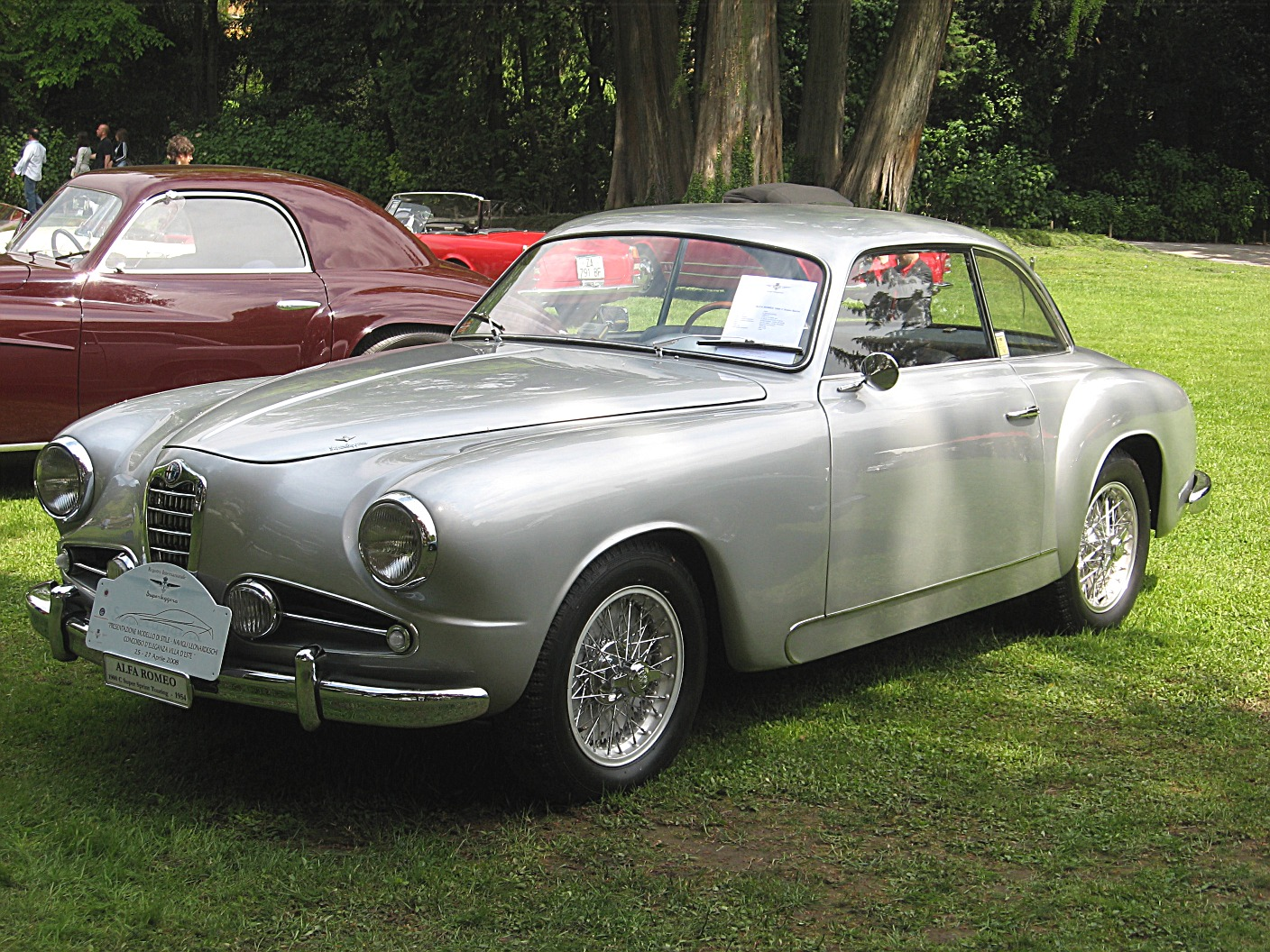
Alfa Romeo 1900 Sprint

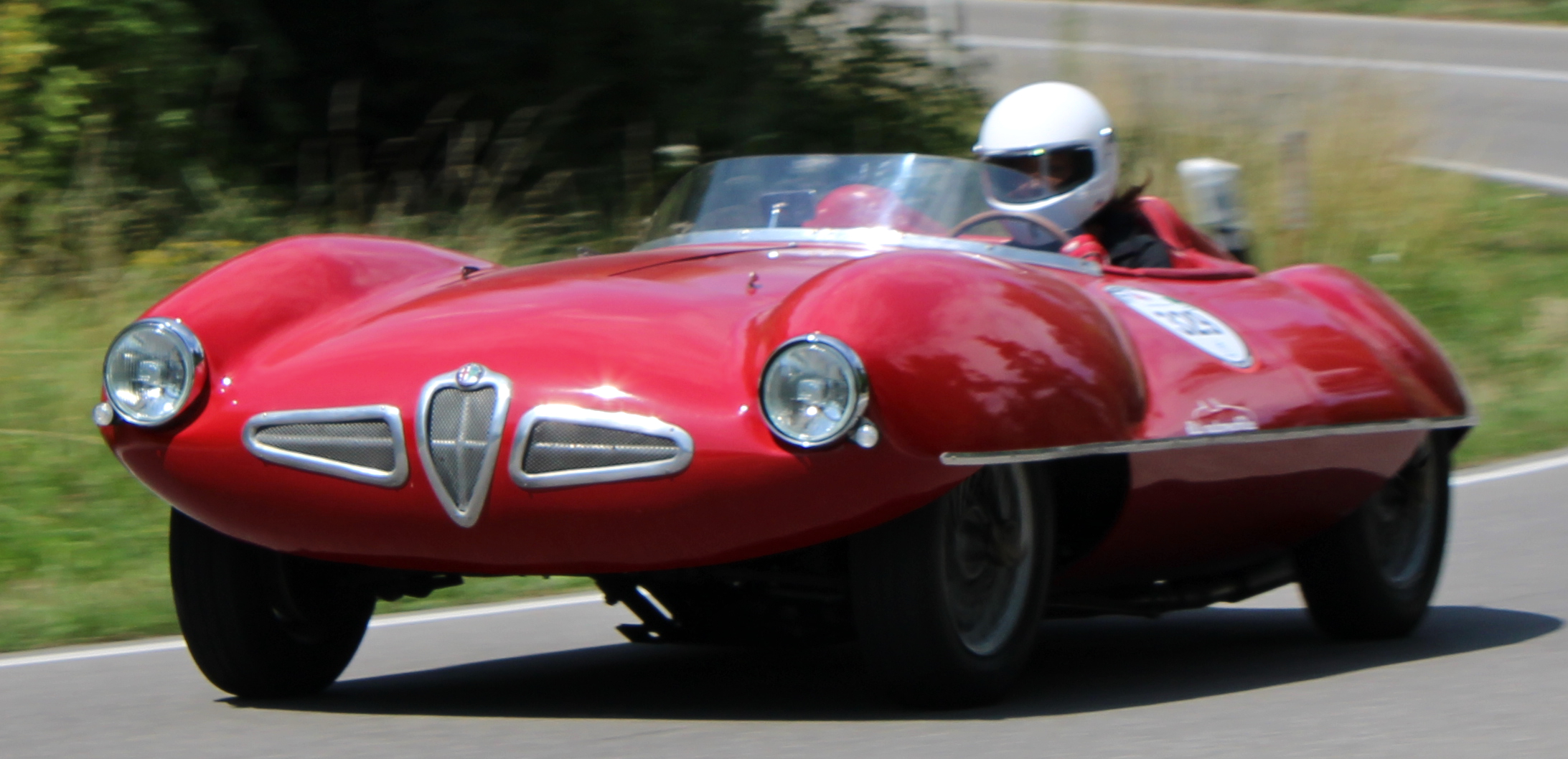
Alfa Romeo C52 Disco Volante

1900 пропонувалася в двохдверному і чотиридверному виконанні з новим 1,884 см³ чотирициліндровим Twin Cam двигуном (діаметр циліндра 82,55 мм, хід поршня 88 мм). Автомобіль був просторий і простий, але в той же час швидкий і спортивний. Слоган Alfa під час продажу даної моделі був такий: «Сімейна машина, що виграє перегони», так тонко натякаючи на успіх автомобіля в Targa Florio, Stella Alpina і інших гоночних змаганнях. У 1951 році коротка колісна база 1900C (де c for corto по-італійськи - "короткий") була представлена публіці. Її колісна база була всього 2500 мм. У тому ж році дебютував 1900TI з більш потужним двигуном 100 к.с. (75 кВт). Двигун мав збільшені клапана, високу компресію і оснащувався двома карбюраторами. Через два роки були представлені 1900 Super і 1900 TI Super, а також 1900 Super Sprint з 1975 см3 (діаметр циліндра 84,5 мм, хід поршня не змінився) двигуном. TI Super оснащувалася двома карбюраторами і видавав 115 к.с. (86 кВт). Трансмісія в основному була 4-ступінчаста, але були і 5-ст. версії на модифікації Super Sprint. На всіх моделях встановлювалися барабанні гальма. 1900 мала незалежну передню підвіску: подвійні важелі, пружини і амортизатори і живу задню підвіску.
Виробництво даного автомобіля на заводі в Мілані продовжилося до 1958 року. Всього було випущено 21304 автомобіля, включаючи 17390 седанів.
Шасі було розроблено дуже специфічно, що дозволило різним тюнинг-ательє модифікувати кузов. Найцікавіше тут - це дизайн від Zagato моделі 1900 Super Sprint Coupe з поліпшеним двигуном і саморобним кузовним дизайном. Крім того, Alfa Romeo 1900M AR51 (або «Matta») був повнопривідним позашляховим автомобілем, побудованим на 1900-й серії.

## Spider (кабріолет)
Шасі від 1900 використовувався багатьма тюнінг-ательє для виробництва одиничних моделей або дрібносерійного виробництва. Carozzeria Touring випустила три версії кабріолета на основі 1900. А також вони були зроблені на купе SS, що випускаються тією ж компанією під ім'ям Touring. Carrozzeria Stabilimenti Farina - тюнінг-ательє, засноване в 1919 році Джованні Фаріна, старшим братом Батісти «Пінін» Фарина. Stabilimenti Farina випустив 48 кабріолетів, побудованих на шасі 1900 L і мали назву Victoria Cabriolet Stabilimenti Farina. Крім того, Carrozzeria Ghia S.p.A. випустила пару купе з відкритим верхом, одна з них отримала ім'я «boat car», випущена в 1956 році. Дана модель була розроблена Джованні Мічелотті (Giovanni Michelotti) за запитом багатих італійців, які мали дві пристрасті: «Riva» яхти і жінки, і їхні коханки. В результаті машина не мала ні дверей, ні склоочисників. Швейцарська тюнінг-компанія Worblaufen також випускала кабріолет на базі 1900.

### 1954 Alfa Romeo 1900 Sport Spider
У 1954 році, Alfa Romeo випустила 2 spider і 2 купе, використавши схоже шасі як на C52 Disco Volante. У Bertone Франко Скаджліоне (Franco Scaglione) спроектував два унікальних алюмінієвих кузова для купе і для spider. Купе стало відоме як Alfa Romeo 2000 Sportiva. Модель важила всього 910 кг і видавала 138 к.с. (103 кВт). Прискорення даної моделі варто на рівні з найсучаснішими автомобілями, а максимальна швидкість приблизно 220 км/год (137 миль/год).

## Двигуни
- 1.9 L tipo 1306 DOHC I4 80 к.с. (1950-1954)
- 2.0 L tipo 1308 DOHC I4 90 к.с. (Super, 1954-1959)
- 1.9 L tipo 1306 DOHC I4 100 к.с. (TI, 1951-1954)
- 2.0 L tipo 1308 DOHC I4 115 к.с. (TI Super, 1954-1958)